# Globba thorelii
Globba thorelii är en enhjärtbladig växtart som beskrevs av François Gagnepain. Globba thorelii ingår i släktet Globba och familjen Zingiberaceae. Inga underarter finns listade i Catalogue of Life.